# Dorcopsis atrata
Espèce
Répartition géographique
Statut de conservation UICN

 CR B1ab(i,iii) : 
En danger critique
Le  wallaby forestier de l'île de Goodenough ou Dorcopsis noir (Dorcopsis atrata) est une espèce de marsupiaux de la famille des Macropodidae. Il est endémique de Goodenough en Papouasie-Nouvelle-Guinée. Il habite les forêts sèches tropicales et subtropicales. Il est menacé par la perte de son habitat.